# Ремнецы
Ремнецы (лат. Ligulinae) — подсемейство ленточных червей (Cestoda) из семейства лентецов (Diphyllobothriidae).

## Таксономия
Подсемейство включает 3 рода:
- Digramma Cholodkovsky, 1914 — Диграмма
- Ligula Bloch, 1782 — Ремнец, или Лигула
- Schistocephalus Creplin, 1829 — Щелеголов